# Nelson Rivera
Nelson Ismael Rivera Tobías, mais conhecido como Nelson Rivera (24 de junho de 1991 - 3 de outubro de 2010), foi um futebolista salvadorenho que jogou pela última vez como um defensor de A.D. Isidro Metapán até sua morte.
Na noite de 18 de setembro de 2010, Rivera levou um tiro na cabeça depois que desconhecidos armados atacaram o carro que ele estava viajando. O incidente teve lugar em El Congo, pouco depois de terem jogado uma partida do campeonato contra UES.
Uma série de operações para tentar remover a bala foram feitas, mas Rivera morreu em uma unidade de terapia intensiva na noite de 3 de outubro de 2010.